# Lumea tăcerii (film)
Lumea tăcerii (în franceză Le Monde du silence) este un film documentar francez din 1956 regizat de faimosul oceanograf Jacques-Yves Cousteau și de tânărul cineast Louis Malle. El a obținut premiul Palme d'or la Festivalul Internațional de Film de la Cannes din 1956 și premiul Oscar pentru cel mai bun film documentar în 1957.
Cu o durată de o oră și douăzeci și șase de minute, Lumea tăcerii a fost unul dintre primele filme care a folosit filmarea subacvatică pentru a arăta adâncimile oceanului în culori. Primul film subacvatic în culori a fost filmul italian Sesto Continente (1954), regizat de Folco Quilici. Titlul filmului provine din titlul cărții Lumea tăcerii (1953) scrisă de Jacques-Yves Cousteau și Frédéric Dumas, dar filmul nu reia conținutul cărții, ci prezintă explorările subacvatice efectuate la bordul navei Calypso în 1954 și 1955 în Marea Mediterană, Golful Persic, Marea Roșie și Oceanul Indian. Călătoria de cercetare a echipajului navei Calypso a fost finanțată de organizația publică franceză Centre national de la recherche scientifique și de organizația științifică americană National Geographic Society.
Scafandrii de pe Calypso filmează viața submarină, străpungând adâncurile mării cu costume de scafandru alimentate cu butelii de oxigen și înaintând uneori cu scutere subacvatice alimentate cu baterii. Au fost filmate de aproape bancuri de pești de diferite forme și culori, grupuri de broaște țestoase gigantice, recife de corali și epave scufundate. Există uneori momente șocante precum dinamitarea unui recif de corali pentru a identifica speciile de pești și crustacee ce trăiesc acolo, sfâșierea de rechini a unui cașalot rănit de palele elicei, masacrarea rechinilor de către marinari sau călărirea unor broaște țestoase gigantice pe o insulă tropicală nelocuită. Echipa de scafandri a explorat, de asemenea, timp de două zile, epava navei britanice SS Thistlegorm, scufundată de un bombardier german la 6 octombrie 1941 în Marea Roșie. Cei 25 de kilometri de peliculă au fost reduși la 2.500 de metri în cursul montajului final.
În anul 2004 criticii de film ai ziarului american The New York Times au inclus Lumea tăcerii în lista celor mai bune 1.000 de filme realizate pe plan mondial, listă care a fost publicată în ediția a II-a a cărții The New York Times Guide to the Best 1,000 Movies Ever Made (St. Martin's Griffin, 2004), editate de Peter M. Nichols.

## Rezumat
Filmul începe cu un grup de scafandri care coboară în adâncurile mării cu torțe pentru a explora un recif de corali la o adâncime de 50 de metri, în timp ce se aude o voce din off care recită următorul text: „La cincizeci de metri adâncime acești oameni fac un film. Având costume de scafandru cu aer comprimat de sine stătătoare, ei nu depind de presiune. Se mișcă cu toată libertatea”.
Deplasându-se la bordul navei Calypso, echipa de scafandri a filmat câteva sute de ore în Marea Mediterană, Golful Persic, Marea Roșie și Oceanul Indian. Actorii și figuranții din film au fost marinarii care formau echipajul navei Calypso: Jacques-Yves Cousteau (comandantul navei, scafandru, regizor, operator), Louis Malle (asistent de regie, operator), François Saout (comandant secund), Frédéric Dumas (scafandru, operator), Albert Falco (scafandru, operator), André Laban (scafandru, inginer chimist), Denis Martin-Laval (medicul navei) și Henri Plé (șef de cart). Ceilalți membri ai echipajului au fost Étienne Puig, Albert Raud, Emile Robert, René Robino, André Bourne-Chastel, Marcel Colomb, Simone Cousteau, Jean Delmas, Jacques Ertaud, Norbert Goldblech, Fernand Hanae, Maurice Leandri, Paul Martin și Jean-Louis Teicher. Pe parcursul celor aproape doi ani de filmare au fost realizate mai mult de 1.000 de scufundări în apele mărilor.

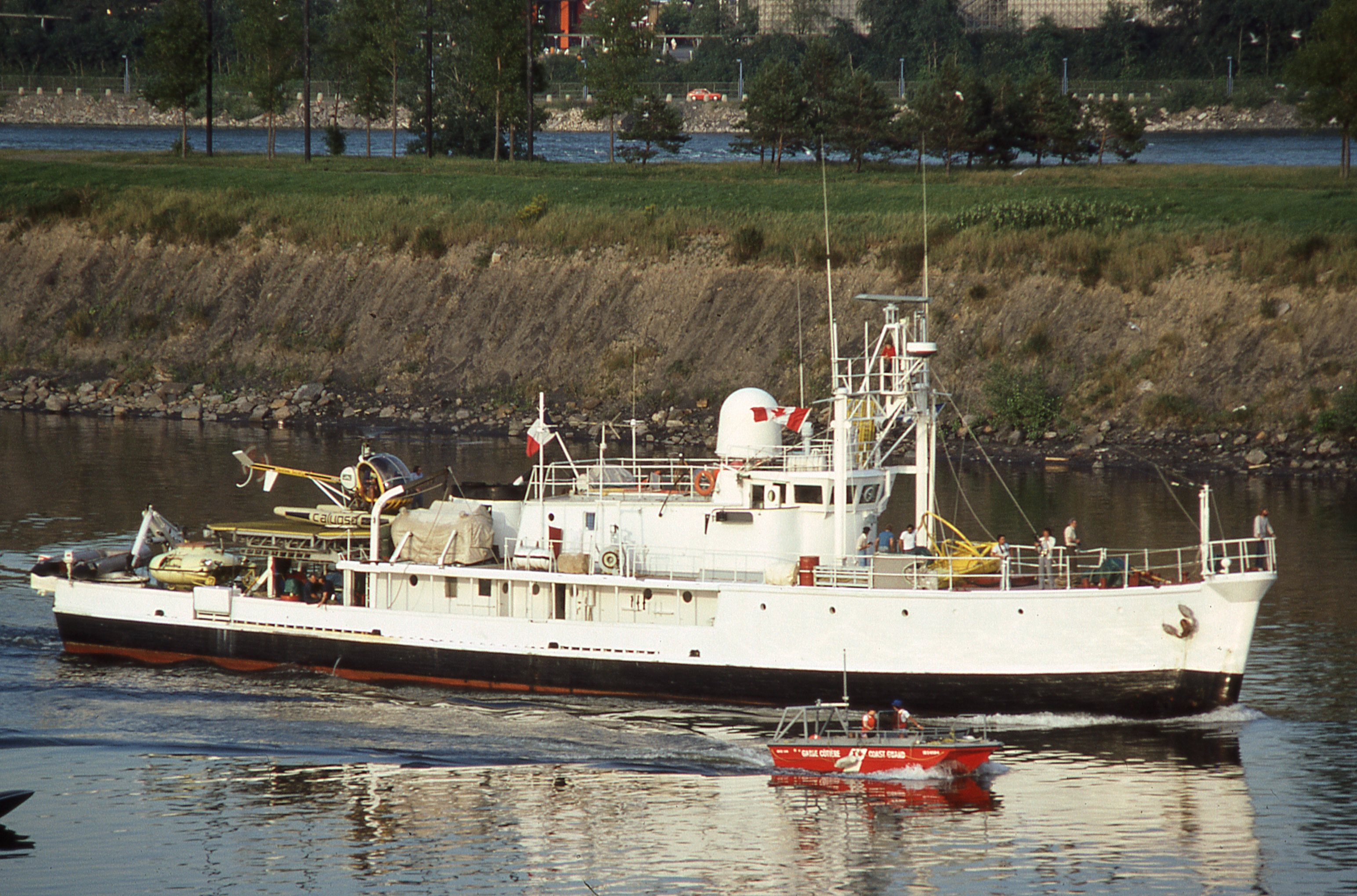
Nava Calypso la Montreal în 1980

La începutul călătoriei, echipajul navei Calypso întâlnește scafandri greci care se scufundă în apele Mării Mediterane pentru a culege spongieri. Inginerul André Laban se scufundă la mai mult de 50 de metri în căutarea de languste și suferă o intoxicație profundă din cauza presiunii, fiind nevoit să intre în camera de decompresie în timp ce colegii său consumă crustaceele aduse din mare.
Echipajul întâlnește apoi un grup de delfini care fac numeroase sărituri din apă și însoțesc nava în apele tropicale. În plină noapte, Frédéric Dumas și Albert Falco se scufundă cu torțe într-un recif de corali până la adâncimea de 75 de metri și dezvăluie culori marine care nu au mai fost observate până atunci de oameni. Membrii echipajului amplasează dinamită în recif pentru a ucide vietățile marine în scopul de a cerceta speciile care trăiesc acolo. Anumite exemplare mai rare sunt conservate în formaldehidă. Cu ajutorul radarului, echipajul a urmărit și a explorat nava engleză SS Thistlegorm, scufundată de un bombardier german la 6 octombrie 1941 în Marea Roșie.
Nava este surprinsă de un muson în apele ecuatoriale ale Oceanului Indian, unde întâlnește un grup de pești zburători și câteva balene. Membrii echipajului pornesc în urmărirea balenelor și ciocnesc accidental un cașalot, iar ulterior un pui de cașalot este rănit grav de elicea navei. Animalul sângerează puternic și rămâne în urmă, iar chinurile îi sunt curmate cu un glonț de carabină tras de Dumas. Sângele cașalotului atrage circa 30 de rechini, care sunt filmați de doi scafandri aflați într-o cușcă în timp ce mănâncă. Dezgustați de acest spectacol, marinarii de pe Calypso trag cu tije de pescuit pe punte numeroși rechini, pe care îi omoară cu ciocane mari din lemn.
Echipajul găsește apoi broaște țestoase gigantice pe o insulă tropicală nelocuită. Unii marinari „se joacă” cu animalele: stau așezați sau în picioare pe carapacele țestoaselor. Sunt prezentate imagini cu încercări de împerechere, depunerea ouălor unei țestoase uriașe și eclozarea urmașilor. În reciful insulei scafandrii hrănesc mai multe săptămâni un grup de pești, printre care și un epinefel de 25 kg, căruia îi dau numele „Jojo”. Peștele îi însoțește pe scafandri până aproape de suprafața apei și este închis temporar în cușca de rechini din cauza voracității sale. Nava Calypso pleacă în cele din urmă. Vocea din off a lui Cousteau anunță că până acum a fost explorat doar o mică parte a mării, „stratul superior”. În viitorul apropiat, oamenii vor coborî mai adânc acolo unde îi așteaptă multe descoperiri „în lumea tăcerii”.

## Producție

### Inițierea proiectului

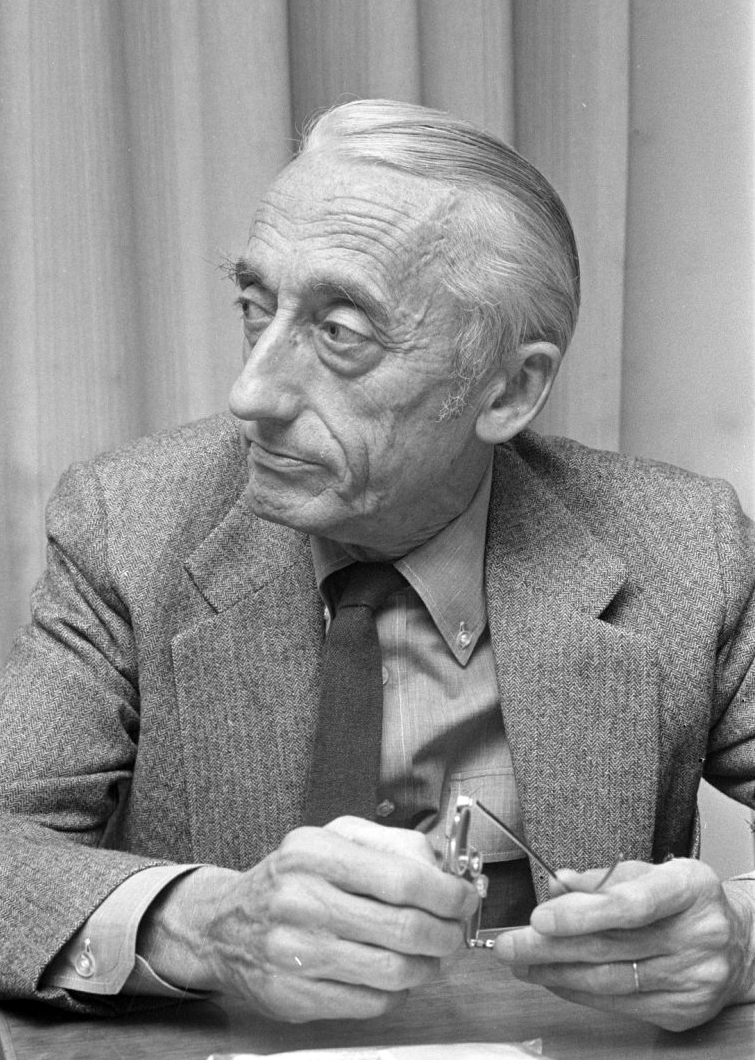
Comandantul Jacques-Yves Cousteau în 1972

În anii 1940, în timpul ocupației germane a Franței, ofițerul de marină Jacques-Yves Cousteau a realizat câteva scurtmetraje documentare pe teme acvatice. El nu a folosit aparat autonom de respirat sub apă în primul său documentar intitulat Par dix-huit mètres de fond (1942), ci a filmat ținându-și respirația sub apă. Întâlnirea în 1944 a comandantului Cousteau cu reporterul american James Thomas Dugan a fost evenimentul care l-a determinat pe Dugan să popularizeze explorarea oceanografică. Dugan l-a ajutat pe comandant să publice în limba engleză nu numai cărțile intitulate Le Monde du silence (două cărți diferite care au același titlu, una din 1953 și cealaltă din 1957), ci și Le Monde sans soleil (1964), cartea și filmul documentar (ambele ale lui Cousteau) care prezintă experimentele științifice Précontinent I și Précontinent II.
Exploratorul maritim francez a publicat în 1953 o carte despre aventurile sale subacvatice intitulată Lumea tăcerii (în franceză Le Monde du silence), care a avut succes, a fost tradusă în 22 de limbi și s-a vândut în peste cinci milioane de exemplare. Cousteau nu a fost interesat să ecranizeze cartea, ci a plănuit în schimb să realizeze un prim lungmetraj documentar despre lumea subacvatică. Potrivit propriilor afirmații, a considerat că ar fi greșit să redea „conținutul adevărat” al cărții.

### Pregătiri
Jacques-Yves Cousteau a demarat proiectul efectuării unei călătorii de explorare marină și de realizare a unui film în iulie 1953. Potrivit lui Louis Malle, comandantul a dorit inițial să realizeze filmul împreună cu Jacques Ertaud ca „singurul membru al echipei de filmare”. În acea vreme, Ertaud plănuia să se căsătorească, iar Cousteau a fost nevoit să caute un înlocuitor. În ciuda faptului că mai lucrase cu alți doi cameramani, Cousteau s-a adresat directorului Institut des hautes études cinématographiques (IDHEC) din Paris pentru a găsi un student care să-l asiste la realizarea filmărilor în vara anului 1953. Conducerea școlii l-a propus pe Louis Malle, în vârstă de 21 de ani, care era un înotător priceput și putea fi instruit mai ușor în realizarea scufundărilor cu un aparat autonom de respirat sub apă. Louis Malle considera că pregătirea profesională oferită de IDHEC era prea teoretică și, spre deosebire de colegii săi care erau mai interesați să lucreze la un film de ficțiune, a fost interesat de oferta comandantului. Tânărul student, care mai filmase anterior doar cu camera de filmat pe peliculă de 8 mm a tatălui său, s-a întâlnit cu Cousteau, a pretins că are cunoștințe de filmare și montaj, după care a călătorit la Marsilia. Cousteau a fost impresionat de inteligența lui Malle.
Astfel, în toată vara anului 1953 Malle a urmat, sub îndrumarea scafandrilor de pe Calypso, un stagiu de scufundări la Grand Congloué (Insula Riou). Criticul și istoricul de film Pierre Billard sugerează că alegerea lui Malle s-a bazat, de asemenea, pe faptul că tânărul cineast, fiu al unui ofițer de marină, provenea dintr-o familie de industriași (Béghin) din sectorul producției de zahăr și ar fi mediat obținerea unui împrumut sau chiar a unei investiții pentru acoperirea cheltuielilor. Succesul filmului a propulsat cariera tânărului Malle, care a devenit un regizor reputat.
La sfârșitul verii, când tânărul învățase să se scufunde și să filmeze cu camera subacvatică, Cousteau i-a cerut lui Malle să rămână pentru că Ertaud intenționa să se căsătorească. Malle a părăsit IDHEC și s-a familiarizat cu filmarea, montajul și regia în primul an la bordul navei Calypso. El a preferat să învețe activitatea cinematografică în mod practic și, după propria sa relatare, a devenit tot mai interesat de filmarea subacvatică: „[…] Eram permanent într-o stare de uimire față de ceea ce filmam. A trebuit să inventăm reguli: nu puteam să ne raportăm la nimic, deoarece totul era prea nou. De vreme ce eram sub apă, camera de filmat avea flexibilitate și suplețe, ceea ce ne-a permis să filmăm cele mai incredibile clișee care nu puteau fi obținute pe uscat decât cu ajutorul macaralelor și a unui travelling intens. Pentru noi a fost la fel de ușor precum respirația, pentru că era o parte a mișcării de scufundare”.

### Filmări

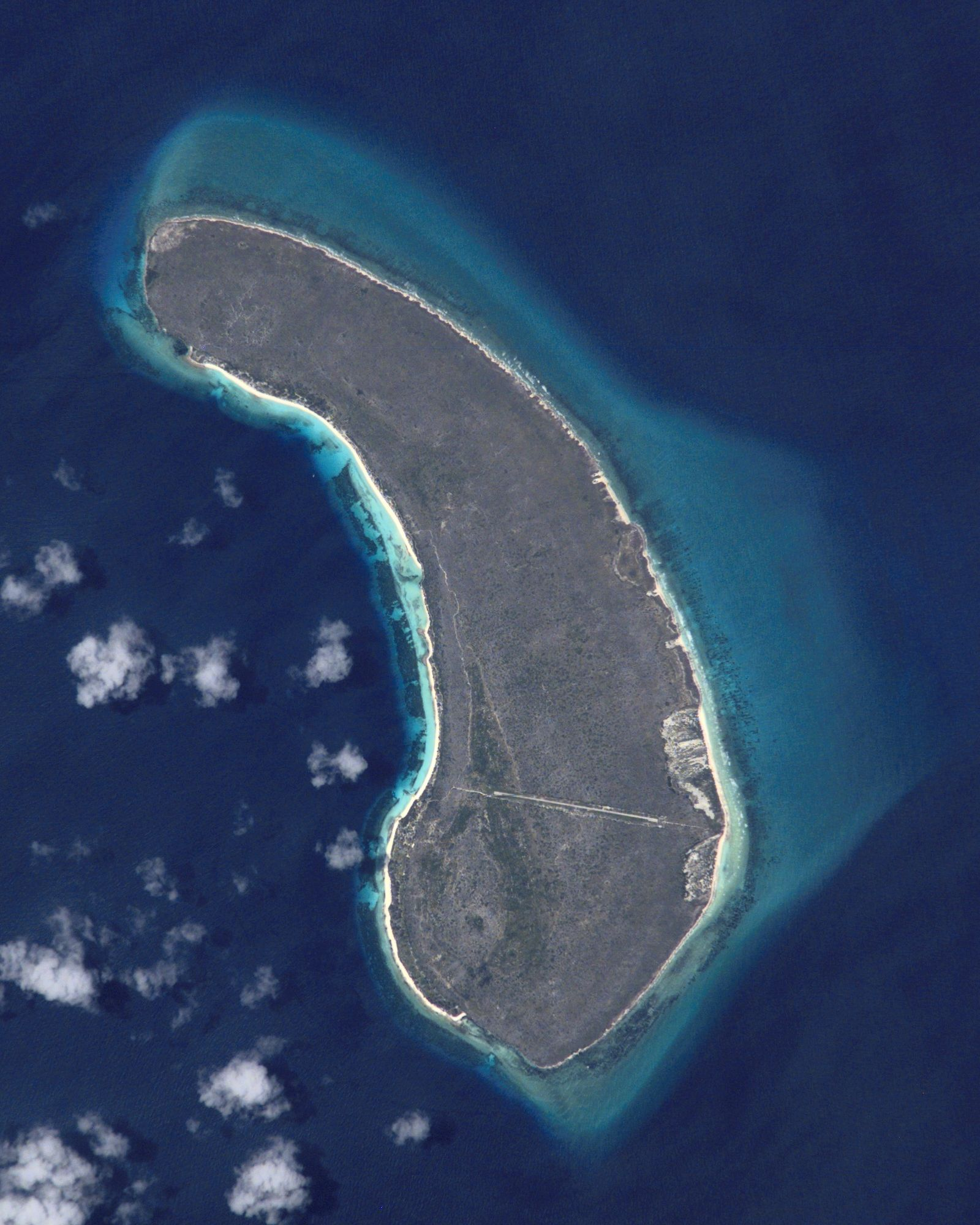
Imagine din satelit a insulei Assumption (2001), unde au avut loc o parte a filmărilor

Nava a pornit în expediție în 1954 și a călătorit timp de unsprezece luni până în 1955 în Marea Mediterană, Marea Roșie, Oceanul Indian și Golful Persic. În acest timp, Calypso a parcurs o distanță de 24.000 de kilometri, iar scafandrii au efectuat, potrivit lui Cousteau, un total de 5.000 de scufundări.
Scenele subacvatice au fost filmate în totalitate cu echipamente experimentale, precum detentoarele CG45 patentate de Cousteau și Gagnan în urmă cu zece ani și camerele subacvatice „SM-2” de 35 mm proiectate de inginerul chimist André Laban cu obiective supraangulare subacvatice realizate de Marcel Dratz. Pentru a obține mai multă lumină au fost folosite cinci lămpi de 6.000 de wați, care trebuiau răcite de apa mării, dar s-au spart încă din timpul filmărilor în Marea Roșie. Mulțumită camerelor de filmare ale lui Laban, Lumea tăcerii a fost al doilea film care a prezentat imagini color din lumea subacvatică și primul care a arătat imagini filmate la o adâncime de 75 de metri.
Echipajul navei plănuise inițial să filmeze scene subacvatice în recifele de corali pe care le-au descoperit în largul coastelor Sudanului și Yemenului în 1951. Scafandrii au găsit însă reciful de corali distrus în primul caz, iar în celălalt caz marea era atât de plină cu alge, încât filmarea nu a putut avea loc. Calypso a navigat apoi către insulele Seychelles, filmând în recifele de corali din insula Assomption. Cousteau și echipa sa au petrecut șase săptămâni acolo. După ce au rămas fără provizii, marinarii ar fi mâncat carne de broască țestoasă de două ori pe zi, potrivit lui Cousteau.
În timpul filmărilor au existat diferite dezacorduri între Malle și Cousteau. Tânărul student cineast era influențat în acea vreme de creațiile lui Robert Bresson și pune accent pe cadrele lungi, care-l interesau în mod deosebit. Cousteau era, la rândul său, mai interesat de folosirea unor trucuri tehnice pentru a atrage publicul și a preferat să folosească un stil narativ simplu și mai melodramatic. „Am fost de părere că filmul ar trebui să rămână complet pur și că nu avem voie să folosim tehnici pe care le cunoaștem astăzi sub termenul de docudrama”, a afirmat Malle câțiva zeci de ani mai târziu. Cousteau a fost mereu atras de filmul de ficțiune și a căutat modalități de a „depăși sfera documentarului”. Deși Malle nu i-a ascuns opinia sa comandantului navei Calypso, el a fost pe deplin conștient că Lumea tăcerii era filmul lui Cousteau.

### Postproducție
Malle a lucrat în total patru ani la realizarea acestui film. Rezultatul a fost de 30.000 de metri de material filmat care a fost tăiat la Paris pentru realizarea versiunii finale. În ciuda conținutului diferit, filmul a preluat titlul cărții de succes a lui Cousteau.
Înregistrarea muzicii și montajul final al filmului au fost încheiate între sfârșitul anului 1955 și începutul anului 1956.
Jacques-Yves Cousteau a realizat ulterior numeroase filme documentare de cinema și de televiziune cu o concepție similară, inclusiv Lumea fără soare (1964) și L’Odyssée sous-marine de l'équipe Cousteau (1966–1976), care a fost timp de 13 ani unul dintre cele mai populare seriale de televiziune din Republica Federală Germania.
Lumea tăcerii a fost prima experiență de regie cinematografică a lui Louis Malle (în calitate de asistent al lui Cousteau). Malle a avut mai târziu o lungă și prolifică carieră de regizor de film, dar, nefiind în realitate scafandru, și-a rănit timpanele în 1956 când a încercat să filmeze epava navei Andrea Doria și nu s-a mai scufundat niciodată. Cineastul francez a refuzat să lucreze din nou cu Cousteau, afirmând următoarele: „cred că propriile mele documentare sunt apogeul a ceea ce poate fi un documentar, apogeul a ceea ce este „cinéma-vérité”.

## Lansarea filmului
Prima proiecție a filmului în avanpremieră a avut loc în 7 februarie 1956 la Théâtre des Champs-Élysées din Paris, în prezența președintelui René Coty și a unui grup de ofițeri de marină. Lansarea publică a filmului în cinematografe a avut loc pentru prima dată în Franța, la 26 mai 1956, în timpul Festivalului Internațional de Film de la Cannes. Filmul a fost lansat în același an în alte cinci țări: Japonia (15 august 1956), Statele Unite ale Americii (24 septembrie 1956), Italia (noiembrie 1956), Spania (5 decembrie 1956) și Danemarca (21 septembrie 1956).
Documentarul lui Cousteau a obținut un mare succes internațional și a fost vândut în 120 de țări. Narațiunea textului pentru versiunea în limba engleză a fost adaptată din franceză în engleză de James Thomas Dugan.
În anul 2011 postul de televiziune francez France 2, cu aprobarea Francinei Triplet, văduva lui Cousteau, a anunțat că intenționează să lanseze o nouă ediție a documentarului Lumea tăcerii ca un serial documentar în două sezoane, fiecare cu câte șase episoade de o oră. Coproducția de aproape un milion de euro cu un canal de televiziune brazilian și cu canalul de televiziune american Discovery Channel îl va arăta pe fiul cel mai tânăr al lui Cousteau, Pierre-Yves, călătorind în locurile unde a fost filmat Lumea tăcerii pe a doua navă de cercetare a tatălui său, Alcyone, pentru a observa cum s-au dezvoltat. O a doua misiune ar trebui să-l conducă de-a lungul coastelor Americii Centrale și de Sud, din Mexic până în Chile.

## Recepție

### Aprecieri critice
Filmul a avut parte, în perioada lansării sale, de recenzii critice în general pozitive, în special din partea lui André Bazin, care, într-un articol publicat în martie 1956 în revista France Observateur, susținea că: 
| “ | Există cu siguranță un aspect derizoriu în criticarea filmului Lumea tăcerii. Căci, în fine, frumusețile filmului sunt în primul rând cele ale naturii și ar trebui, prin urmare, să-l critici pe Dumnezeu. Ne este permis, din acest punct de vedere, să indicăm cel mult că aceste frumuseți sunt, de fapt, indescriptibile [...] că acești supraoameni subacvatici trezesc în noi complicități secrete, profunde și imemoriale. | ” |

Calitatea tehnică a filmării și „măiestria” coloristică a imaginilor subacvatice au fost deosebit de bine primite în Germania. Lumea tăcută trece rapid „ca o aventură de vis” pe toată durata ei, potrivit criticilor contemporani ai revistei Filmdienst. Episoadele individuale ale filmului au „propria lor dramă faptuală sau, în compensație, valori morale într-o concentrație foarte mare”. Redactorii ziarului Frankfurter Allgemeine Zeitung au lăudat, de asemenea, filmul documentar mai ales pentru imaginile sale subacvatice „ireal de frumoase” și magice, care arată o „natură fără romantism”. Der Spiegel a lăudat filmul într-o scurtă recenzie critică ca „un inventar grațios al ciudatei magii submarine a formelor și culorilor”, dar a criticat montajul materialului video pe tot parcursul filmului.
Criticii de film americani au avut, de asemenea, recenzii favorabile: Bosley Crowther a lăudat documentarul într-o recenzie publicată în The New York Times, considerându-l „cu siguranță cel mai frumos și fascinant documentar de acest gen filmat vreodată”. El a subliniat intimitatea „inteligentă și plină de umor” cu exploratorii, care este în mare parte responsabilă pentru „sentimentul viu de participare” la film. Într-o recenzie ulterioară, Crowther a comparat „filmul documentar frumos și fascinant” al lui Cousteau cu documentarele lui Walt Disney, care nu avea la acea vreme niciun documentar despre viața subacvatică. Spre deosebire de Lumea tăcerii, documentarele lui Disney nu ar înfățișa „viața reală” și ar combina în schimb doar secvențe ingenioase cu muzica pentru a obține un „succes cinematografic”. Cu excepția episodului cu epinefelul „dansator”, nu mai există niciun alt „disneyism” în filmul lui Cousteau și Malle. Cu toate acestea, rezultatele călătoriei de cercetare a lui Cousteau nu ar putea fi explicate mai detaliat. Criticul ziarului Los Angeles Times a lăudat producția franceză ca un „film-minune” și „un eveniment al unei umanități unice”. Perspectiva franceză asupra narațiunii este considerată a fi foarte atractivă, în timp ce „minunatele imagini subacvatice sunt inegalabile”.
În anii 1990, odată cu creșterea importanței protecției mediului, filmul a început să provoace controverse, din cauza scenelor care păreau șocante și chiar insuportabile dintr-un punct de vedere contemporan. Spectatorii urmăresc sfâșierea accidentală a unui pui de cașalot de palele elicei navei Calypso, obligându-i pe membrii echipajului să-l împuște, urmată de masacrarea de către aceiași marinari a rechinilor, care au venit să mănânce carnea animalului marin, precum și distrugerea cu dinamită a unui recif de corali pentru a face un recensământ mai complet al vieții marine din vecinătatea sa. În anul 1992, în scopul difuzării filmului la televizor, postul de televiziune France 2 i-a cerut comandantului Cousteau permisiunea de a elimina scena masacrării rechinilor, ceea ce el a refuzat. Într-un portret al comandantului Cousteau, publicat în 1995 în ziarul Libération, jurnalista Marie-Dominique Lelièvre constata: „Astăzi, când vizionăm Lumea tăcerii în compania copiilor cuminți, care sunt suficient de tineri pentru a fi strănepoții comandantului, ei sunt uimiți: „Sălbaticii! Ei nu respectă animalele”. Retorica ecologistă a spălat creierele tinere. [...] Copii din 1956 visau, cei din 1995 sunt scandalizați”. În 2015 cineastul și scriitorul Gérard Mordillat a relansat polemica, numind Lumea tăcerii un film „naiv de dezgustător”, într-un forum postat pe site-ul Là-bas si j'y suis. Comentând diversele scene incriminate, el conchide că „filme rușinoase și infame ca acesta, când le revedem astăzi, ni se spune că am fost orbi”.

Ca răspuns la aceste critici, oceanograful François Sarano, fost consilier științific al comandantului Cousteau, cerea încadrarea filmului în contextul în care a fost realizat: 
| “ | Trebuie înțeles că sistemul de valori din acea vreme nu era același cu cel de azi. Aceste imagini au fost filmate într-o epocă în care nu se cunoștea nimic despre ocean, încă populat cu monștri marini. Vânarea focilor și balenelor era un lucru normal. Marea și resursele sale erau considerate inepuizabile. Nu exista încă o conștiință ecologică. | ” |

Astăzi forma dramatică artificială și dialogurile aranjate din Lumea tăcerii par învechite spectatorului modern. Cu toate acestea, Lumea tăcerii, împreună cu Lumea fără soare a lui Cousteau și cu documentarele biologului marin austriac Hans Hass (Menschen unter Haien, 1947; Abenteuer im Roten Meer, 1951), este una dintre cele mai importante contribuții în domeniul filmului subacvatic.
Enciclopedia cinematografică germană Lexikon des internationalen Films descrie astfel acest film: „Cercetătorul marin de mare adâncime Cousteau a realizat în decurs de doi ani, împreună cu regizorul necunoscut pe atunci Louis Malle, în Marea Mediterană, Marea Roșie, Oceanul Indian și Golful Persic ceea ce este cu siguranță cel mai captivant, convingător și inteligent film subacvatic. Descoperirea florei și faunei marine este o capodoperă a culorilor și a tehnicii de filmare, iar comentariile și muzica se deosebesc complet de tonul obișnuit al filmelor sentimentale.”.

### Premii și nominalizări
Lumea tăcerii a câștigat în anul 1956 premiul Palme d'or la cea de-a IX-a ediție a Festivalului Internațional de Film de la Cannes, fiind primul documentar care a obținut acest premiu. Cineastul Louis Malle a afirmat că alegerea documentarului lui Cousteau pentru marele premiu al festivalului a fost rezultatul unui compromis între membrii juriului, care nu au putut să cadă cu toții de acord cu privire la premierea comediei Surâsul unei nopți de vară a lui Ingmar Bergman, căreia i s-a acordat în cele din urmă un premiu special pentru umorul ei poetic. Lumea tăcerii este, alături de Fahrenheit 9/11 (2004) al lui Michael Moore, singurul documentar care a fost premiat cu Palme d'or la Festivalul de la Cannes. El a fost nominalizat, de asemenea, la premiul pentru cel mai bun regizor și la premiul special al juriului ale aceluiași festival. A obținut în plus Premiul Méliès (premiul criticilor cinematografici pentru cel mai bun film francez), ex-aequo cu Marile manevre al lui René Clair, și premiul National Board of Review pentru cel mai bun film străin în 1956 și a fost nominalizat în 1957 la premiul BAFTA pentru cel mai bun film documentar.
În 1957, în Statele Unite ale Americii, Lumea tăcerii a câștigat premiul Oscar pentru cel mai bun film documentar. Opt ani mai târziu, un alt film documentar al lui Cousteau, Lumea fără soare (1964), a obținut un alt premiu Oscar pentru cel mai bun film documentar. Potrivit evidențelor din 2010, acest film se afla pe locul 1 în topul celor mai vizionate film documentar în cinematografele franceze, cu 4.600.000 de bilete vândute.

## Influențe
Jacques-Yves Cousteau a devenit ulterior un pionier al ecologismului modern, popularizând ideea că oamenii își otrăvesc planeta. „Dacă nu suntem dispuși să ne schimbăm, vom dispărea de pe fața pământului și vom fi înlocuiți de insecte”, a afirmat el.
În opinia unor istorici de film (precum Hugo Frey), Lumea tăcerii ar fi influențat într-o oarecare măsură prin estetica sa vizuală filme de ficțiune precum Fălci (1975) al lui Steven Spielberg și Abisul (1989) al lui James Cameron. Filmele documentare ale lui Cousteau au influențat, de asemenea, filmul comic de aventuri Steve Zissou: Cel mai tare de pe mare (The Life Aquatic with Steve Zissou, 2004) al lui Wes Anderson.

## Legături externe
- en  The Silent World la Internet Movie Database
- en  Lumea tăcerii (film) la Rotten Tomatoes
- en  The Silent World la Allmovie
- en  Jacques Cousteau's The Silent World de Greg Rubinson pe site-ul salon.com, 15 iulie 2002, accesat pe 14 iunie 2011